# La linea del fiume
La linea del fiume è un film del 1976 diretto da Aldo Scavarda.
Scavarda, già noto come direttore della fotografia per Michelangelo Antonioni (L'avventura), girò il lungometraggio, incentrato sull'olocausto in Italia, nel 1975.
A sua insaputa affidò la parte di un ufficiale tedesco a un nazista vero, Karl Hass, che dopo la guerra era finito a Cinecittà. Nel febbraio 1944 Scavarda, partigiano nella Brigata Vanni, venne torturato nella caserma di via Asti a Torino.

## Trama
Roma, 16 ottobre 1943. I tedeschi deportano i parenti e gli amici del piccolo Giacomo Treves che fortunosamente sfugge alla cattura. Il bambino viene affidato da un sacerdote, don Luigi, al borsaro nero Amedeo, poi inizia un avventuroso viaggio verso Londra dove il padre è speaker presso la BBC per le trasmissioni in italiano di Radio Londra.
Raggiunta la Francia, con l'aiuto dei partigiani di Susa, Giacomo si unisce a due aviatori inglesi della RAF e al dottor Roder, che viene preso dalle SS dopo essersi prestato come chirurgo per soccorrere i feriti dopo il bombardamento di una stazione ferroviaria. Con tenacia Giacomo entra nella "linea del fiume", nome convenzionale dell'organizzazione per l'espatrio clandestino, e viene raccolto dagli Alleati sbarcati in Normandia. A Londra finalmente trova il padre.

## Distribuzione
Il film venne distribuito nei cinema italiani il 6 maggio 1976, lo stesso giorno del terremoto che scossò il Friuli.